# Gladstone (Missouri)
Gladstone é uma cidade localizada no estado americano de Missouri, no Condado de Clay.

## Demografia
Segundo o censo americano de 2000, a sua população era de 26.365 habitantes.
Em 2006, foi estimada uma população de 27.542, um aumento de 1177 (4.5%).

## Geografia
De acordo com o United States Census Bureau tem uma área de
20,7 km², dos quais 20,7 km² cobertos por terra e 0,0 km² cobertos por água.

## Localidades na vizinhança
O diagrama seguinte representa as localidades num raio de 8 km ao redor de Gladstone.